# Natasha Brown

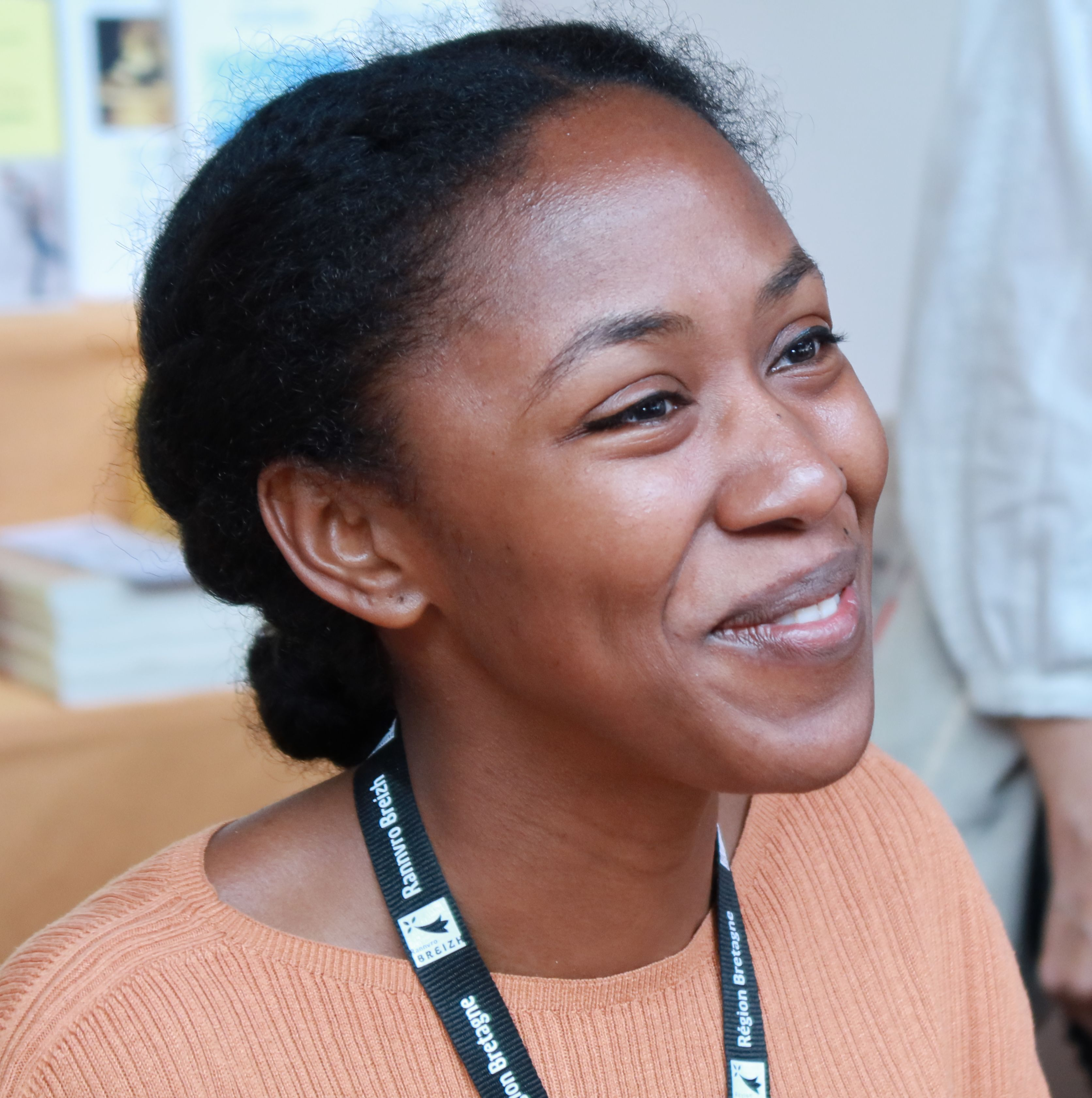
Natasha Brown, Festival Étonnants voyageurs, Saint-Malo, 2023

Natasha Brown ist eine britische Autorin.

## Leben
Browns Eltern hatten sich auf einer amerikanischen Universität kennengelernt; sie gründen in London eine Familie, wo ihre Tochter Natasha aufwächst. Sie absolviert in Cambridge ein Mathematik-Studium und arbeitete zehn Jahre lang im Londoner Finanzsektor. Dort spielt auch ihr 2021 veröffentlichter Debütroman „Assembly“, seit dessen Erfolg sie sich beruflich auf literarisches Schreiben konzentriert. 2021 schmückte sie das Cover der Zeitschrift „Vogue.“

## Werk
2021 erschien Browns Debütroman „Assembly“, der von Jackie Thomae aus dem Englischen ins Deutsche übersetzt und 2022 unter dem Titel „Zusammenkunft“ vom Suhrkamp Verlag herausgegeben wurde. Der Roman beschreibt aus Sicht einer namenlosen schwarzen Ich-Erzählerin die Anstrengungen ihres Aufstiegs im britischen Finanzsektor, der ihr zwar beruflich und sozial weitgehend gelingt, sie aber nicht vor Erniedrigungen schützt und ihre Identität immer wieder in Frage stellt. Eine bei der Erzählerin prognostizierte Krebserkrankung kann als Sinnbild für die nachhaltigen Schäden der britischen Kolonialgeschichte gelesen werden, die sich in einer rassistischen, diskriminierenden Gesellschaft zeigen. In sprachlich sehr verdichteter, fast atemloser Erzählweise entwickelt Brown die Thematik durch die Schilderung kurzer Einzelszenen sowie innerer Monologe in einem distanzierten, nüchternen Stil. Brown selbst nennt ihr Ziel: „I wanted to create the experience of being defined by other people“. Der Roman wurde in zahlreiche Sprachen übersetzt und weltweit als gelungenes Beispiel intersektionaler und postkolonialer Gesellschaftskritik gefeiert.

## Auszeichnungen
Mithilfe der 2019 erhaltenen Unterstützung durch den „London Writers Award“ konnte Brown ihren ersten Roman „Assembly“ beenden. Dieser kam 2022 auf die Shortlist der „Society of Authors Awards“.

## Werke
- Zusammenkunft. Roman. Aus dem Englischen von Jackie Thomae. Suhrkamp, Berlin 2022. ISBN 978-3-518-43046-0.
- Von allgemeiner Gültigkeit. Aus dem Englischen von Eva Bonné. Suhrkamp, Berlin 2025, 158 Seiten. ISBN 978-3-518-43219-8

## Rezensionen
Der „New Yorker“ nennt Browns Debütroman „eine scharfsinnige Erkundung der psychologischen Folgen von Generationentraumata und kolonialen Hinterlassenschaften“. „No encounter or relationship, no success or failure, is untainted by assumptions based on the colour of her skin.“ fasst Marina Hyde im „The Guardian“ die zentrale Aussage zusammen. Folglich bleibe der Erzählerin, laut der Interpretation von Lesley Williams, keine Wahl und „death becomes the ultimate protest“, da die Erzählerin trotz erfolgreicher Anerkennungsanstrengungen sozialer Ausgrenzung nicht entgehen kann. In der Publishers Weekly wird „Assembly“ als „eine atemberaubende Leistung komprimierter Erzählung und furchtloser Artikulation“ gewürdigt. Für Jonathan Segura zählt Browns Buch zu den zehn besten des Jahres 2021, da es den „Grundstein für eine prägnante und unvergessliche genreübergreifende Kritik der Rassen-, Klassen- und Geschlechterbeziehungen“ legt. Auch die 2022 in deutschsprachigen Publikationen veröffentlichten Rezensionen stellen die literarisch hochverdichtete, ironische Beschreibung rassistischer, kolonialistischer und sexistischer Gesellschaftsstrukturen heraus.
Der zweite Roman "Von allgemeiner Gültigkeit" ist laut Sonja Hartl teilweise davon geprägt, dass er die in ihm kritisierte Inhaltsleere des Journalismus und der Verlagsindustrie sprachlich imitiert. Ziel sei es, die "Mechanismen der digitalen Aufmerksamkeitsökonomie des Kulturbetriebes" zu entlarven.